# Pere Nolasc de Bassa
Pere Nolasc de Bassa i Girona (Milá, Alto Campo, siglo XVIII-Barcelona, 6 de agosto de 1835) fue un militar español.

## Biografía

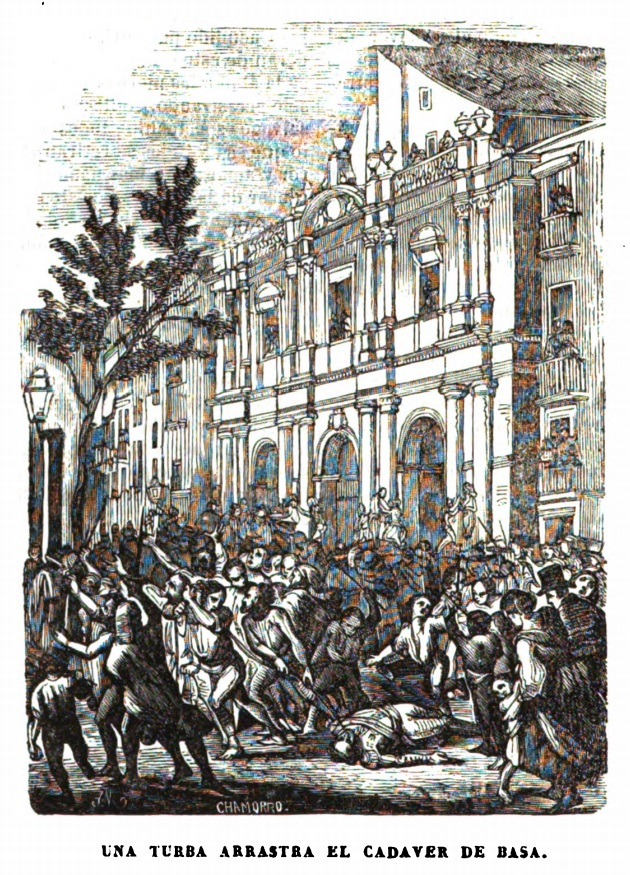
La turba arrastra el cuerpo del general Basa por las calles de Barcelona. Grabado del Panorama Español. 1845

Ingresó en el ejército durante la Guerra de la Independencia Española, donde llegó a capitán. Nombrado teniente coronel por Fernando VII, en 1830 ascendió a brigadier y a mariscal de campo. En 1833 fue nombrado gobernador militar de Cádiz y, en 1835, de Barcelona. Ese año se produjeron unos disturbios en la Ciudad Condal: a raíz de una protesta popular por la mala calidad de los toros de una corrida, los sublevados quemaron los conventos de Santa Caterina, Sant Josep, Sant Francesc, Sant Agustí, los Trinitarios y el Carme. Encargado por el capitán general Llauder de castigar a los culpables, en el intento de desarmar a los insurgentes un grupo de rebeldes asaltaron su residencia y lo asesinaron arrojándolo desde un balcón. Tras ello su cadáver fue arrastrado por las calles de Barcelona y finalmente incinerado por la multitud. 